# مركز ثلاثاء الخرم
مركز ثلاثاء الخرم أو ثلاثاء الخرم أو ثلاثاء الخرم بني عيسى أحد المراكز الادارية التابعة لمحافظة القنفذة في منطقة مكة المكرمة.

## الوصف
يقع المركز في الشمال الشرقي من محافظة القنفذة بمسافة 65 كيلو متر. سُمي هذا المركز بهذا الاسم نسبة إلى السوق الشعبي الذي يقام كل يوم ثلاثاء، أمام الخُرم فيعني أنف الجبل أي قمة الجبل، ولأن أكثر السكان يقطنون في أعالي الجبال، أما الجزء الأخير من الاسم بني عيسى نسبة إلى القبيلة التي تقطن وتسكن هذا المركز وهي قبيلة بني عيسى التي سكنت في هذه المنطقة منذ زمن طويل ويرجع نسبها إلى بني سالم من قبيلة حرب.